# Les Mines de Horta
Les Mines de Horta (The Devil in the Dark) est le vingt-cinquième épisode de la première saison de la série télévisée Star Trek. Vingt-sixième épisode à avoir été produit, il fut diffusé pour la première fois le 9 mars 1967 sur la chaîne NBC.
L'équipage de l'Enterprise est envoyé sur une planète minière dont les occupants sont terrorisés par un mystérieux monstre qui a tué plusieurs d'entre eux.

## Distribution

### Acteurs principaux
- William Shatner : Capitaine Kirk (VF : Yvon Thiboutot)
- Leonard Nimoy : Spock (VF : Régis Dubost)
- DeForest Kelley : McCoy
- James Doohan : Scotty

### Acteurs secondaires
- Ken Lynch : ingénieur-chef Vanderberg
- Janos Prohaska : Horta
- Barry Russo : chef de la sécurité Giotto
- Brad Weston : Appel
- Biff Elliot : Schmitter
- George Allen : ingénieur n°1
- Robert Hoy : Sam
- Eddie Paskey : lieutenant Leslie
- Frank da Vinci : l'enseigne Vinci
- John Cavett : garde
- Ron Veto : garde de la sécurité
- Bill Blackburn : lieutenant Hadley

## Résumé
Depuis quelques mois, la colonie minière de Janus VI est en proie aux attaques d'une créature qui réduit certains mineurs à l'état de cendre et semble opérer de plus en plus en hauteur. Appelés pour enquêter, le capitaine Kirk, Spock et le docteur McCoy rencontrent Vanderberg, le chef de la colonie qui leur parle d'une créature amorphe et belliqueuse. Durant le briefing, Spock est intrigué par un objet sphérique que Vanderberg présente comme un artéfact en silicium trouvé au fond de la mine. Durant leur discussion, la créature attaque le réacteur de la mine.
Spock et Kirk commencent leur enquête. Spock découvre que la créature est entièrement faite de silicium et qu'elle est capable de traverser la roche. Peu de temps après que Kirk a donné des ordres pour que la créature soit abattue dès son apparition, il se retrouve face à elle. Celle-ci semble pourtant se montrer craintive. Spock le rejoint et réussit à faire parler la créature grâce à ses pouvoirs télépathiques. La créature se nomme « Horta » (d'où le titre de l'épisode), elle est blessée et considère que les humains sont les premiers à avoir attaqué son peuple. Pendant que McCoy soigne la créature, Kirk et Spock s'aperçoivent que les boules en silicium sont en réalité des œufs de son espèce.
Alors que Vanderberg et ses mineurs tentent d'abattre la créature, Kirk explique la situation. La destruction des œufs mettant en danger son espèce, le Horta s'est mis à attaquer les humains. McCoy ayant guéri la créature, ils réussissent à communiquer avec elle. Celle-ci autorise les mineurs à forer à l'intérieur de la planète à condition qu'on épargne son peuple. De plus, les mineurs peuvent utiliser les tunnels que celle-ci creuse à l'intérieur du sol en se déplaçant. LEs mineurs acceptent la proposition. Kirk, Spock et McCoy reviennent à l'Enterprise et discutent du fait que le Horta considère la forme des êtres humains comme « horrible ».

## Autour de l'épisode
- Il s'agit du seul épisode de la série où aucun personnage féminin ne parle.
- Ni le personnage de Sulu ni celui d'Uhura n'apparaissent durant l'épisode.
- C'est le premier épisode expliquant une différence entre les deux types de pistolets-laser.

## Production

### Écriture
L'idée à l'origine de l'épisode fut proposé au producteur Gene L. Coon par le créateur des costumes Janos Prohaska. Celui-ci vint le voir dans son studio avec le costume du Horta. Celui-ci avait créé à l'origine pour figurer un microbe agrandi dans Enquête sur un mystère un épisode de la série Au-delà du réel. Coon le trouva excellent et décida alors d'écrire l'épisode autour du monstre et Prohaska fut engagé pour jouer son rôle. Le scénario fut écrit entre le mois de novembre et le mois de décembre 1966. Il fut complété le 22 décembre 1966.
Le script fut légèrement modifié sous les conseils de l'assistant en recherche Kellam de Forest, qui suggéra que la créature soit en silicone et de changer le nom de la planète Thetis VI par la planète Janus VI afin d'éviter la confusion avec l'astéroïde du même nom.

### Tournage
Le tournage eut lieu du 16 au 25 janvier 1967 au studio de la compagnie Desilu Productions sur Gower Street à Hollywood sous la direction de Joseph Pevney. À l'origine Senensky avait été engagé pour tourner cet épisode et Pevney devait tourner l'épisode Un coin de paradis mais le planning de l'ordre de tournage fut changé et les réalisateurs furent intervertis.
Durant le tournage de l'épisode, le père de William Shatner décéda. Celui-ci insista pour que le tournage de l'épisode ne soit pas arrêté durant la période de deuil. Toutefois du temps dans le planning dû être aménagé afin que Shatner puisse prendre l'avion. Aussi des scènes de discussion qui devaient se dérouler dans les décors de l'Enterprise furent délocalisée ceux des bureaux de Vanderberg. Le réacteur de la colonie fut une réutilisation de celui de l'Enterprise créé pour l'épisode L'Imposteur.

## Diffusions

### Diffusion aux États-Unis
L'épisode fut retransmis à la télévision pour la première fois le 9 mars 1967 sur la chaîne américaine NBC en tant que vingt-cinquième épisode de la première saison. Après la fin de l'épisode, la chaîne annonça l'arrivée d'une deuxième saison de la série pour l'automne prochain.

### Diffusion au Royaume-Uni et au Québec
L'épisode fut diffusé au Royaume-Uni le 6 septembre 1969 sur BBC One.
En version francophone, l'épisode fut diffusé au Québec en 1971. 

### Diffusion en France
En France, l'épisode est diffusé le 16 septembre 1986 lors de la rediffusion de l'intégrale de Star Trek sur La Cinq.

## Réception critique
L'épisode est le préféré de William Shatner, notamment à cause de la période difficile qu'il a traversée[Laquelle ?] durant le tournage (mort de son père). Il s'agit aussi d'un des épisodes préférés de Gene Roddenberry et de Leonard Nimoy. Dans une interview[Laquelle ?], Arthur C. Clarke a expliqué qu'il s'agissait du seul épisode de la série qui l'ai marqué, notamment par sa tentative de compréhension de l'autre.
Dans un classement pour le site Hollywood.com, Christian Blauvelt place cet épisode à la 14e position sur les 79 épisodes de la série originelle et trouve que le moment où Spock entre en télépathie avec le Horta est un moment classique de la série. 
Pour le siteThe A.V. Club, Zack Handlen donne à l'épisode la note de A trouvant l'épisode est un classique et qu'il met bien en valeur les personnages de Kirk, Spock et McCoy.

## Adaptations littéraires
L'épisode fut publié sous forme d'une nouvelle écrite par James Blish dans le livre « Star Trek 4 » un recueil compilant différentes histoires de la série et sortit en février 1971 aux éditions Bantam Books. En 1978, l'épisode connu aussi une adaptation en roman-photo créé à partir des captures d'écran de l'épisode.
Une nouvelle tirée de l'univers de la série Star Trek: Deep Space Nine donne une suite à cet épisode.

## Éditions commerciales
Aux États-Unis, l'épisode est disponible sous différents formats. En 1985, l'épisode est sorti en VHS et Betamax. L'épisode sortit en version remastérisée sous format DVD en 1999 et 200. L'épisode connue une version remasterisée sortie le 23 septembre 2006 : l'épisode connu de nombreux nouveaux effets spéciaux, notamment les plans d'ensemble de la colonie, ainsi que ceux où le Horta désintègre les murs. Cette version est comprise dans l'édition Blu-ray, diffusée en avril 2009.
En France, l'épisode fut disponible avec l'édition VHS de l'intégrale de la saison 1, sortie le 13 janvier 2000. L'édition DVD est sortie le 30 août 2004 et l'édition Blu-ray le 29 avril 2009.